# Telamona tarda
Telamona tarda är en insektsart som beskrevs av Ball. Telamona tarda ingår i släktet Telamona och familjen hornstritar. Inga underarter finns listade i Catalogue of Life.